# 開陽台
43°36′50.0″N 144°52′12.3″E / 43.613889°N 144.870083°E

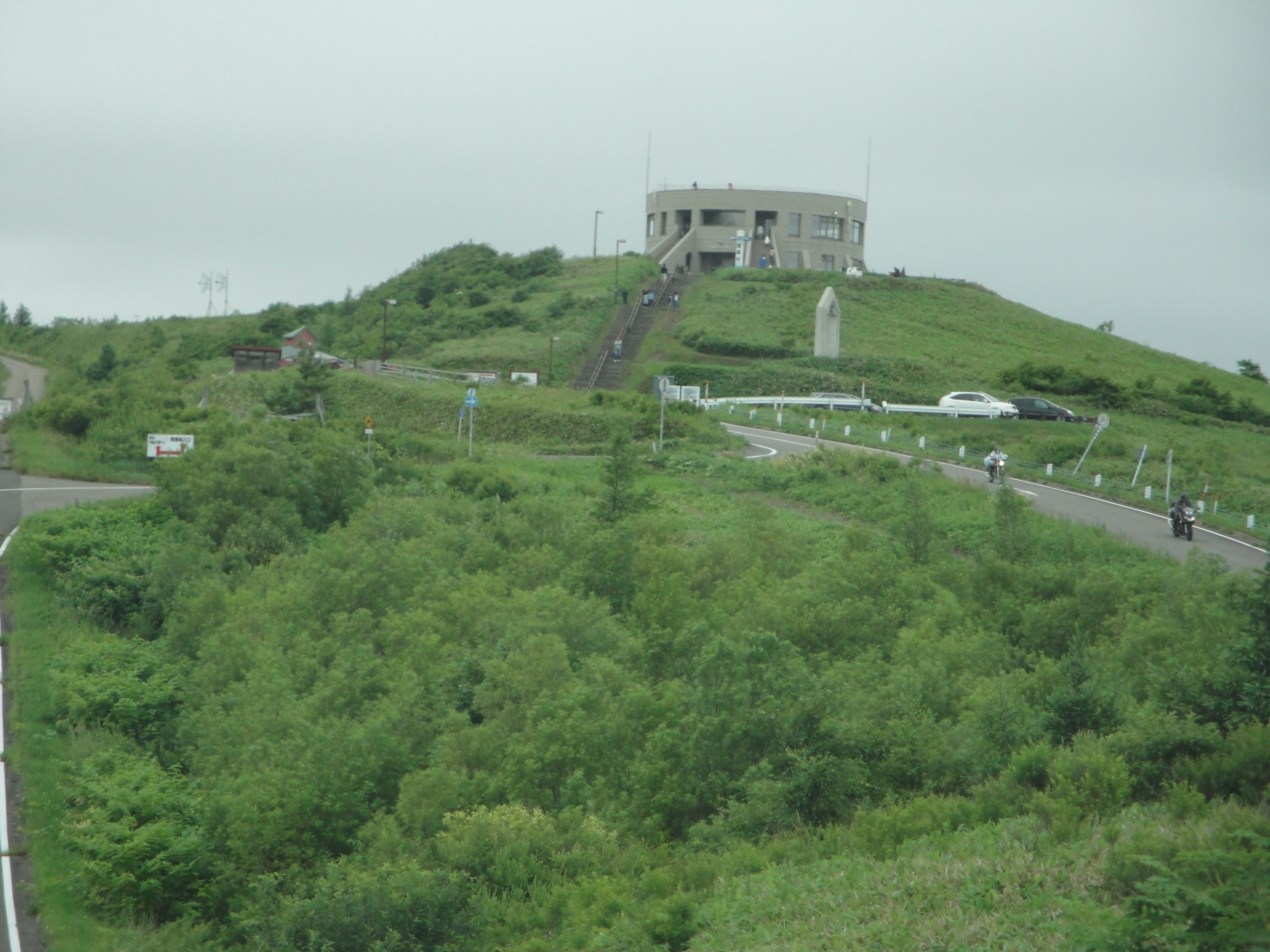
開陽台及展望台

開陽台是位於日本北海道標津郡中標津町一座丘陵，海拔271公尺高，在丘陵頂部可環視周邊所有地區，平時可俯瞰已被列入北海道遺產的根釧台地格子状防風林，在晴朗天氣時可看到知床山脈、野付半島和國後島。曾獲選國際性旅遊評論網站貓途鷹2015年日本展望台景點評論排名第十位。
開陽台從1961年開始置電視信號中繼站，並在1962年才正式命名為「開陽台」。1964年開始興建展望台設施。現在開陽台上的一展望台建於1994年，為兩層建築，一樓為輕食餐廳及土產店。
現每年夏天會此舉辦「中標津330度開陽台馬拉松」。

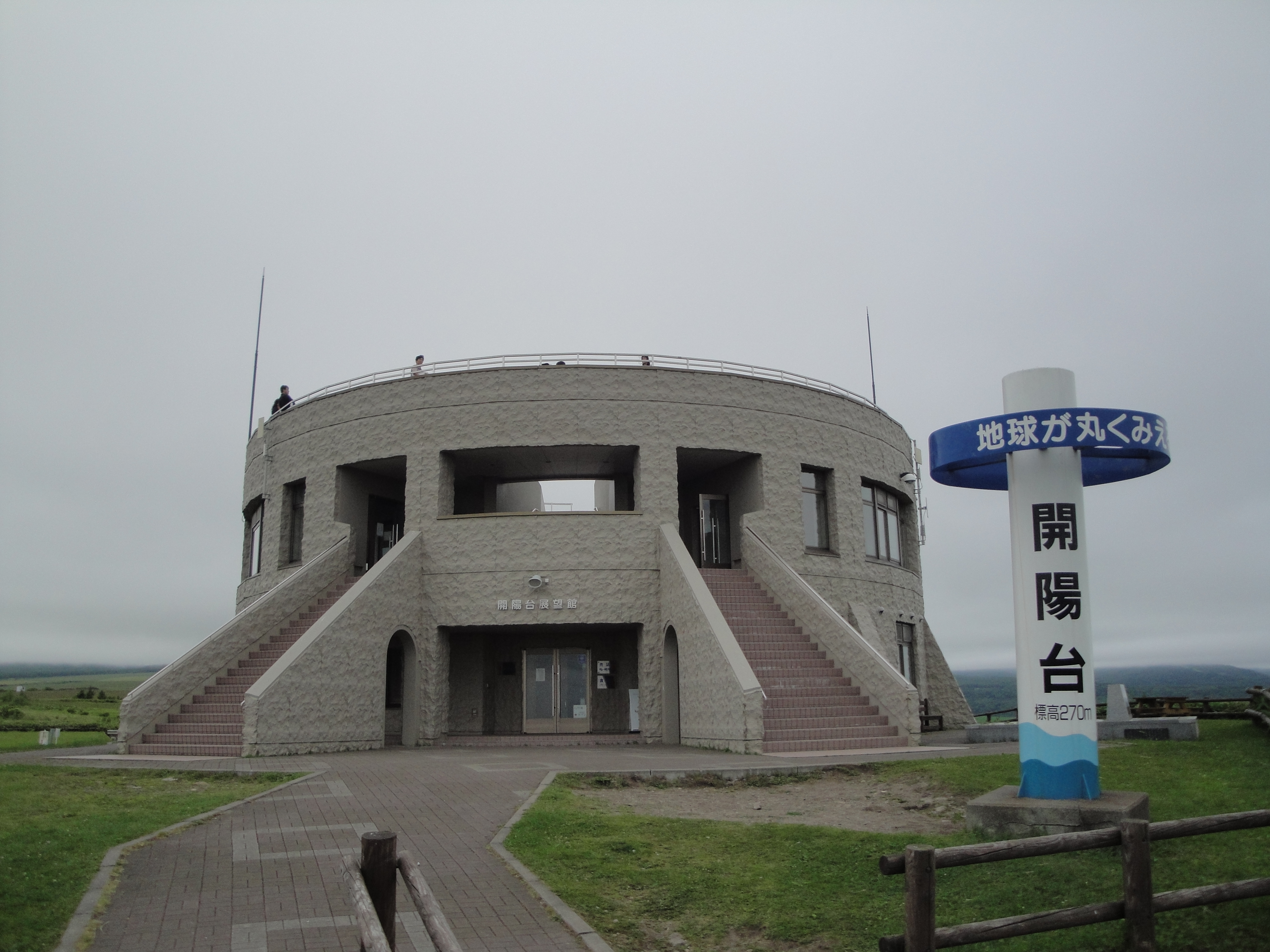
開陽台展望台
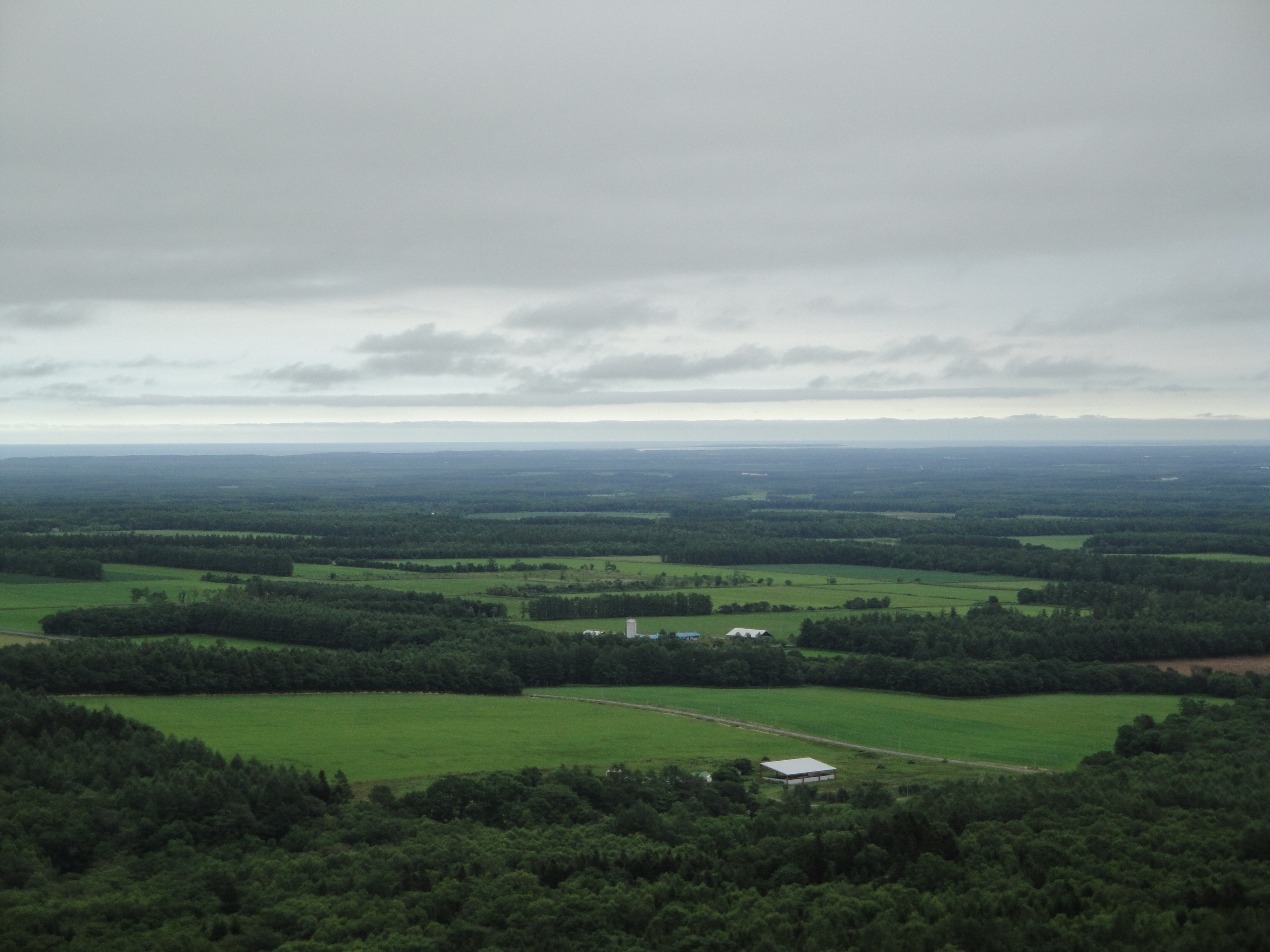
開陽台上的景觀
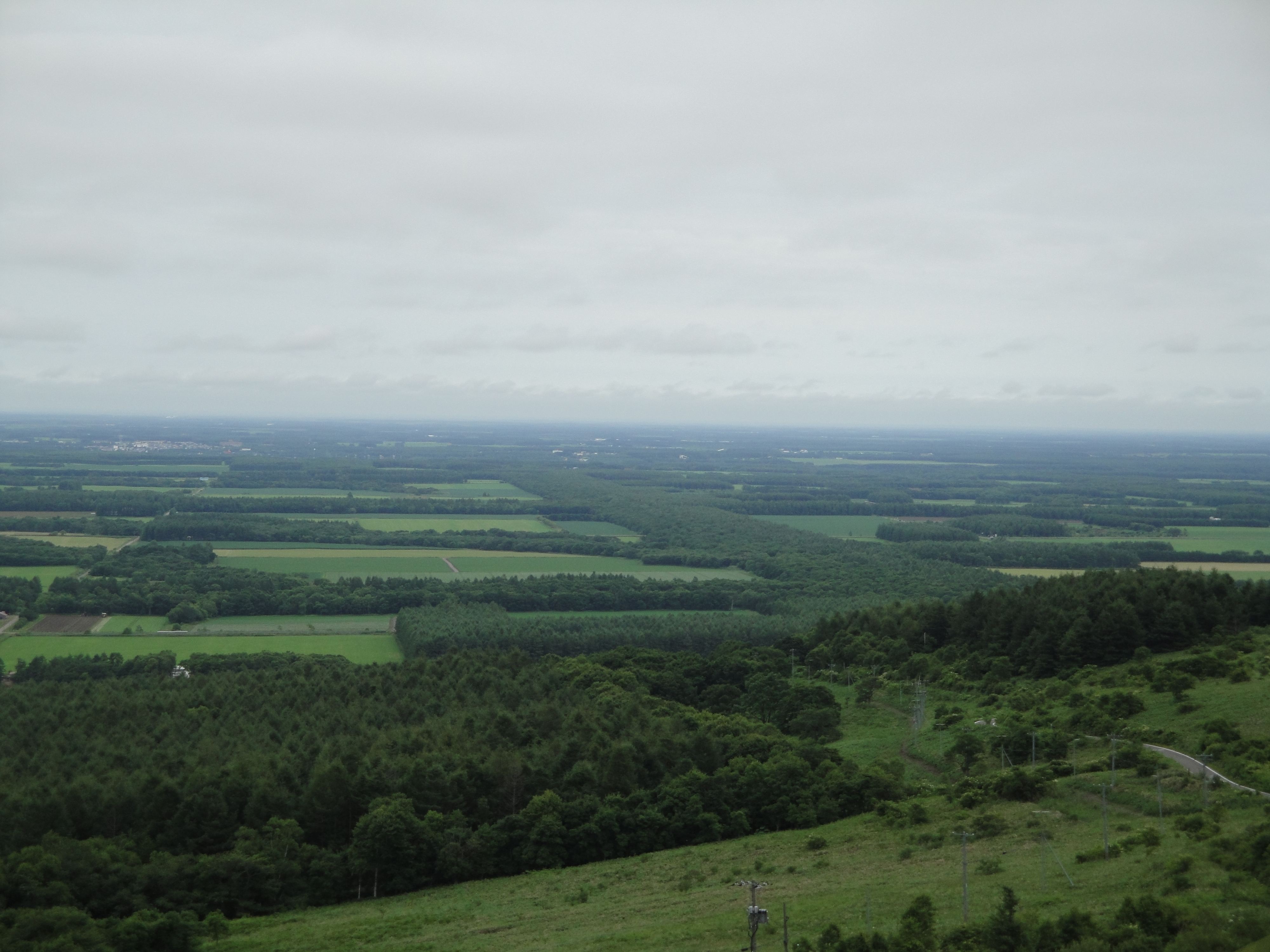
開陽台上的景觀